# 夏尔·埃尔曼
夏尔·埃尔曼（法語：Charles Hermans）是一位比利時畫家，擅長創作風俗場景、肖像、風景和一些靜物畫。透過許多不朽的風俗畫，他在比利時藝術中現實主義發揮了重要作用。

## 生平
埃尔曼出生於布魯塞爾一個富裕的資產階級家庭。他從小就表現出對藝術的興趣。埃尔曼在家鄉得到了畫家路易斯·加萊特（Louis Gallait）的一些藝術指導。然後，他在布魯塞爾的聖呂克研討會學習，這是一個自由主義研討會，提供傳統學術教育的替代方案。
1858年至1861年間，他留在巴黎，於國立高等美術學院瑞士畫家夏爾·格萊爾的工作室學習。格萊爾是一位著名畫家，他於1843年接管了保羅·德拉羅什的工作室，並教導了許多後來成名的年輕藝術家，包括克勞德·莫奈、皮埃爾·奧古斯特·雷諾瓦、阿爾弗雷德·西斯萊和詹姆士·惠斯勒。
1862年至1867年，埃尔曼留在義大利。在羅馬，他對僧侶的生活著迷，成為1866年至1869年間許多繪畫作品中的主題。天主教神職人員的主題在當時很受歡迎，比利時喬治·克羅蓋特（Georges Croegaert）等藝術家創作的紅衣主教畫作的流行就證明了這一點。埃尔曼早期的牧師畫作取得了成功，後來他進行了多次旅行，特別是地中海地區，尤其西班牙。